# 鄭洎
鄭洎（？—？），唐朝官員，出自荥阳郑氏，唐武宗时宰相郑肃的儿子。
鄭洎曾以文林郎、守河南府洛阳县尉充集贤殿校理，在唐懿宗咸通年间官至尚书郎，出仕至州刺史，后官至侍郎。
鄭洎子鄭仁规、鄭仁表，都俊文才。鄭仁规历任拾遗、补阙、尚书郎、湖州刺史、尚书郎知制诰、中书舍人。鄭仁表担任起居郎。
史书及计有功《唐诗纪事》记载刘邺年轻时曾把文章送给郑洎，遭郑洎的儿子郑仁表兄弟嗤鄙。咸通末年，刘邺为相，鄭仁表贬死岭南。但考古发现此说不确。